# Gare (Tanzania)
Gare è una circoscrizione rurale (rural ward) della Tanzania situata nel distretto di Lushoto, regione di Tanga. Conta una popolazione di 12 477 abitanti (censimento 2012).